# Omloop Het Nieuwsblad 2013
Omloop Het Nieuwsblad 2013 var den 68. udgave af cykelløbet Omloop Het Nieuwsblad. Løbet blev kørt lørdag 27. februar 2013. 

## Resultat
|    | Rytter              | Hold                        | Tid        |
| -- | ------------------- | --------------------------- | ---------- |
| 1  | Luca Paolini        | Team Katusha                | 4t 52' 15" |
| 2  | Stijn Vandenbergh   | Omega Pharma-Quick Step     | + 0"       |
| 3  | Sven Vandousselaere | Topsport Vlaanderen-Baloise | + 1' 13"   |
| 4  | Geraint Thomas      | Team Sky                    | + 1' 13"   |
| 5  | Greg Van Avermaet   | BMC Racing Team             | + 1' 13"   |
| 6  | Marco Bandiera      | IAM Cycling                 | + 1' 13"   |
| 7  | Sylvain Chavanel    | Omega Pharma-Quick Step     | + 1' 13"   |
| 8  | Jürgen Roelandts    | Lotto-Belisol               | + 1' 13"   |
| 9  | Maarten Wynants     | Blanco Pro Cycling Team     | + 1' 13"   |
| 10 | Egoitz García       | Cofidis                     | + 1' 13"   |